# Modelarstwo kolejowe

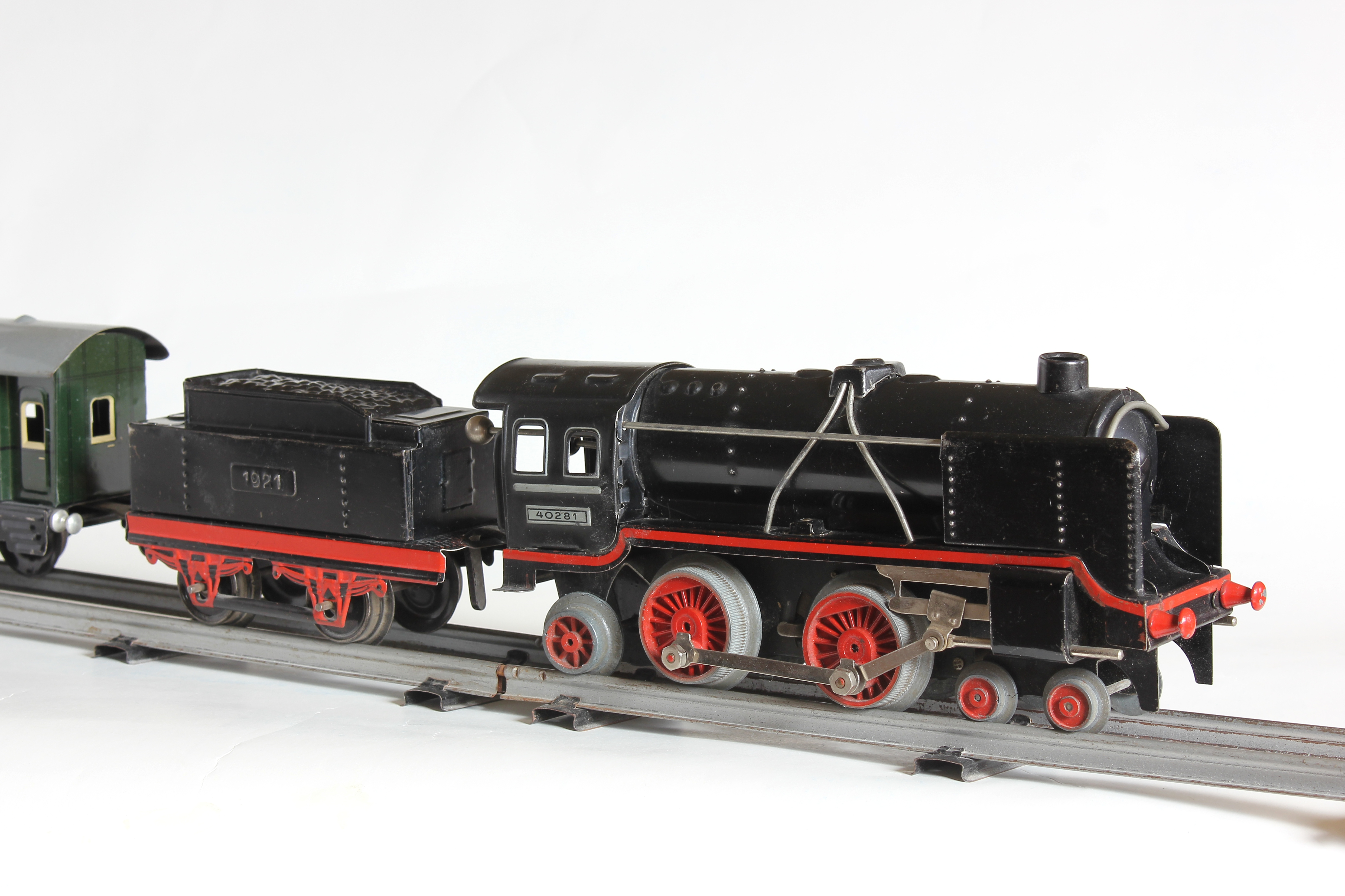
Model lokomotywy z 1950 roku

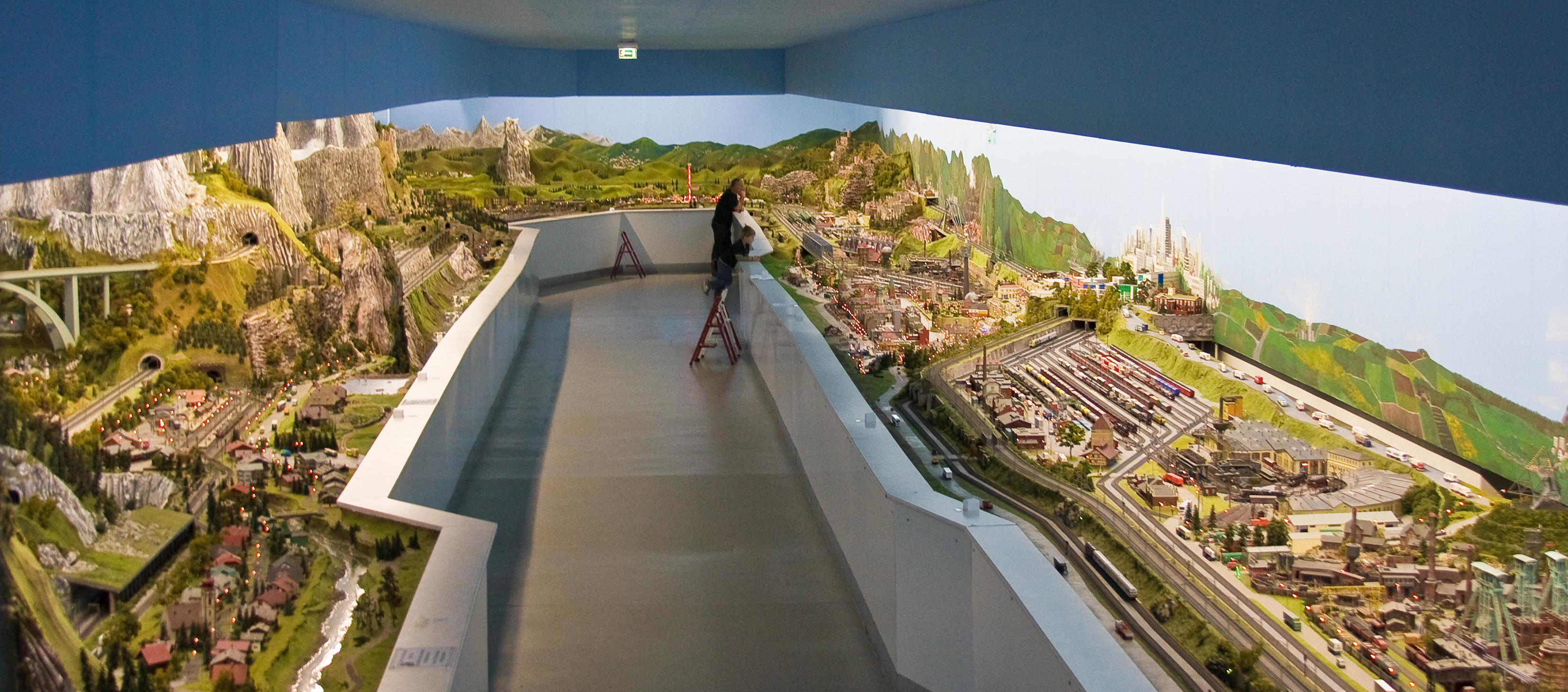
Makieta kolejowa w skali H0 (1:87)

Modelarstwo kolejowe – hobby, gałąź modelarstwa zajmująca się odwzorowywaniem obiektów związanych z transportem kolejowym.
Modelarstwo kolejowe tradycją sięga początków kolejnictwa. Modelarstwo kolejowe zyskało wielu zwolenników w Niemczech. Przyczyniła się do tego fabryka zabawek Märklin, która już w 1891 roku zaprezentowało pierwszy model kolejki elektrycznej. Większość modeli kolejowych jest zasilania elektrycznie, za pomocą transformatora. Wśród modelarzy kolejowych najbardziej typowe jest kolekcjonowanie modeli lokomotyw oraz wagonów masowo produkowanych przez przedsiębiorstwa. Powszechnie są również modele samodzielne wykonywane przez modelarzy. Wraz z kolekcjonowaniem modeli kolejowych modelarze zajmują się projektowaniem i budowaniem makiet kolejowych z zakupionych elementów lub samodzielne wykonanych. Makiety kolejowe stanowią odwzorowanie współczesnych lub dawnych historycznie kolei w wybranych krainach geograficznych. Rozmiar takiej makiety kolejowej uzależniony jest od wymaganej powierzchni. 

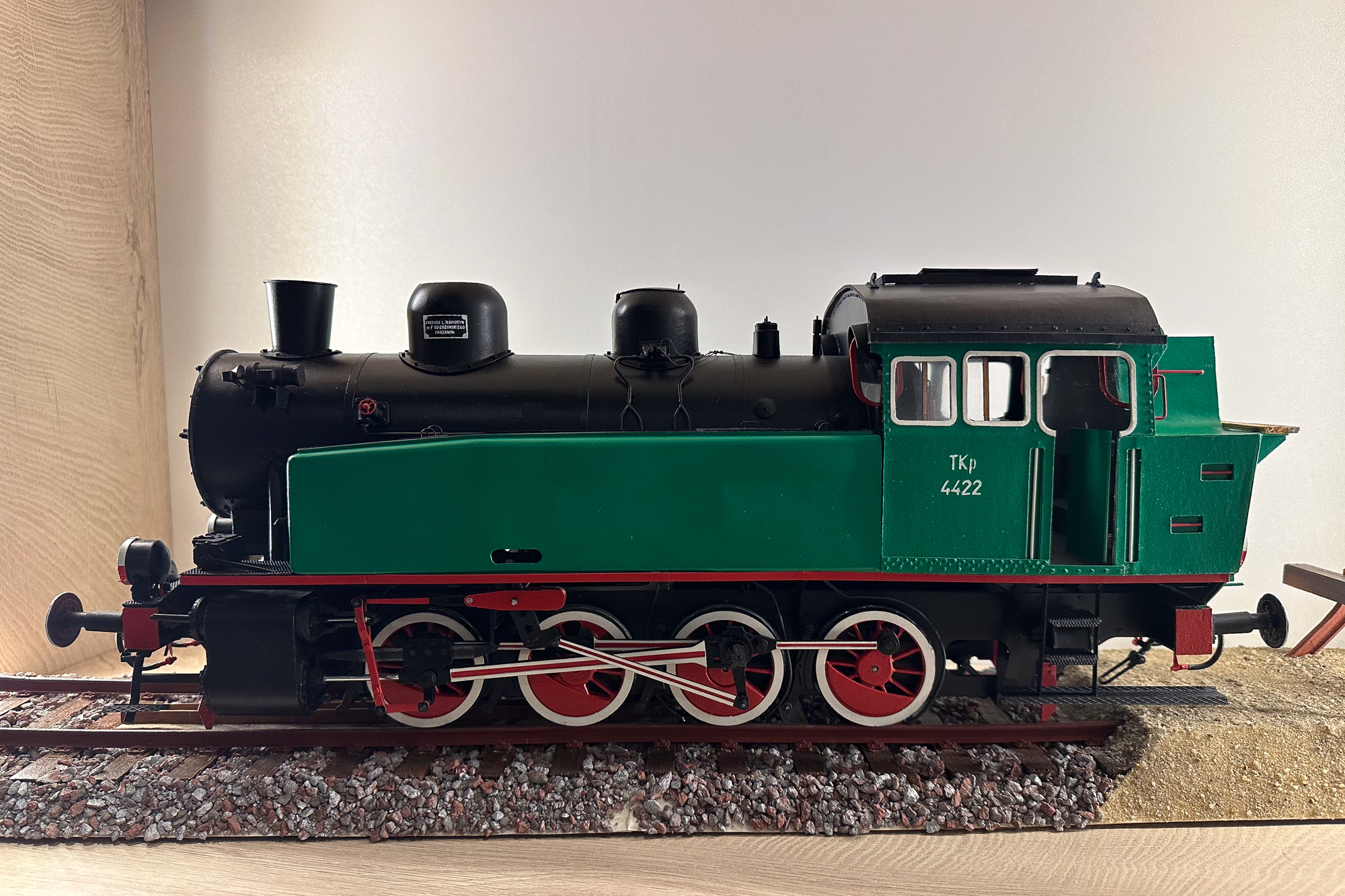
Model kartonowy polskiego parowozu T2D "Śląsk" w skali 1:25

Najbardziej rozpowszechnioną skalą w modelarstwie kolejowym jest skala H0, wywodząca się z Niemiec. Oprócz tej skali rozpowszechnione są również mniejsze skale w modelarstwie jak skala TT typowa dawniej dla Niemiec Wschodnich, skala N stworzona przez przedsiębiorstwo Minitrix oraz skala Z produkowana przez przedsiębiorstwo Märklin. Istnieją również większe skale w modelarstwie kolejowym jak skala 0 oraz skala 1 zaprezentowane przez zakład Märklin, ostatnia skala nadal jest produkowana przez to przedsiębiorstwo. Skale te mają jedynie nostalgiczne znaczenie, nie są obecnie masowo produkowane i rozpowszechnione ze względu na duże rozmiary. Wyjątkiem jest skala 2, znana bardziej jako kolejka ogrodowa odporna na warunki pogodowe i idealna do dużych ogrodów.

## Modelarskie rozstawy szyn
| Nazwa (Symbol) skali | Skala       | Szerokość toru modelarskiego, odpowiadająca szerokości toru mm. W nawiasach litera dodawana po symbolu skali. | Szerokość toru modelarskiego, odpowiadająca szerokości toru mm. W nawiasach litera dodawana po symbolu skali. | Szerokość toru modelarskiego, odpowiadająca szerokości toru mm. W nawiasach litera dodawana po symbolu skali. | Szerokość toru modelarskiego, odpowiadająca szerokości toru mm. W nawiasach litera dodawana po symbolu skali. | Uwagi |
| Nazwa (Symbol) skali | Skala       | 1700-1250 | 1250-850 (m) (od metrowa)                                                                                     | 850-650 (e) (od étroit = wąska)                                                                               | 650-400 (i) lub (f) (od industrie = przemysłowa lub feld = polowa)                                            | Uwagi |
| -------------------- | ----------- | --- | --- | --- | --- | --- |
| Z                    | 1:220       | 6,5 | | | | |
| N                    | 1:160       | 9 | 6,5 | | | |
| TT                   | 1:120       | 12 | 9 | 6,5 | | |
| H0 (H zero)          | 1:87        | 16,5 | 12 | 9 | 6,5 | Skrót od: Halb 0 znaczącego „połowa zera”, jako że modele w tej skali z założenia są dwa razy mniejsze od modeli w skali 0 (zero). |
| 00                   | 1:76,2      | 16,5 | 12 | 9 | 6,5 | |
| S                    | 1:64        | 22,5 | 16,5 | 12 | 9 | |
| 0 (zero)             | 1:45 1:43,5 | 32 | 22,5 | 16,5 | 12 | Nielicznie produkowane supermodele, a także zabawki. Dla zabawek szerokość toru bywa przybliżona uniemożliwiając zamienność.       |
| I                    | 1:32        | 45 | 32 | 22,5 | 16,5 | |
| II                   | 1:22,5      | 64 | 45 | 32 | 22,5 | |
| III                  | 1:16        | 89 | 64 | 45 | 32 | |
| IV                   | 1:11        | 127 | 89 | 64 | 45 | |
| V                    | 1:8         | 184 | 127 | 89 | 64 | |
| VI                   | 1:5,5       | 260 | 184 | 127 | 89 | Także jako kolej turystyczna i ogrodowa (możliwość przewozu ludzi)                                                                 |